# 88e parallèle nord
Pour les articles homonymes, voir 88e parallèle.
En géographie, le 88e parallèle nord est le parallèle joignant les points de la surface de la Terre dont la latitude est égale à 88° nord.

## Géographie

### Dimensions
Dans le système géodésique WGS 84, au niveau de 88° de latitude nord, un degré de longitude équivaut à 3,898 km ; la longueur totale du parallèle est donc de 1 403 km, soit environ 3,5 % de celle de l'équateur. Il en est distant de 9 779 km et du pôle Nord de 223 km,.

### Régions traversées
Le 88e parallèle nord passe intégralement au-dessus de l'océan Arctique.